# Tetragnatha gracillima
Tetragnatha gracillima este o specie de păianjeni din genul Tetragnatha, familia Tetragnathidae. A fost descrisă pentru prima dată de Thorell, 1890. Conform Catalogue of Life specia Tetragnatha gracillima nu are subspecii cunoscute.